# ساغر هستی (آلبوم)
آلبوم ساغر هستی یک آلبوم استودیویی مشترک با صدای هایده، مهستی، معین و بهرام فروهر است که در سال ۱۹۸۷ میلادی (۱۳۶۶ شمسی) توسط شرکت ترانه روی نوار کاست به شماره 161 در آمریکا منتشر شده است. آهنگساز تمامی آهنگهای آلبوم «ساغر هستی» جمشید شیبانی می‌باشد. همچنین اشعار آوازهای ترانه‌ها از سیمین بهبهانی است. تمامی آهنگهای این آلبوم که برای اولین بار منتشر شده‌ بودند،‌ بعدها در آلبومهای دیگری بازنشر شده‌اند. در دهه ۸۰ میلادی تک‌آهنگهای خوانندگان به صورت مشترک در قالب نوار کاست منتشر می‌شدند.
نام آلبوم در پایین کادر تصاویر خوانندگان آلبوم اینگونه معرفی شده است: «ساغر هستی با آهنگهای جمشید شیبانی»

## لیست ترانه‌ها
در آلبوم «ساغر هستی» بر روی اول و روی دوم نوار کاست ۶ ترانه ضبط شده است. مشخصات ترانه‌ها بر اساس توضیحات روی جلد نوار، به شرح جدول زیر است.
| روی نوار    | شماره | نام ترانه    | خواننده     | ترانه‌سرا         | آهنگساز      | تنظیم کننده  | مدت (دقیقه) |
| ----------- | ----- | ------------ | ----------- | ---------------- | ------------ | ------------ | ----------- |
| روی اول (A) | ۱     | ساغر هستی    | هایده       | هما میرافشار     | جمشید شیبانی | شهداد روحانی | ۶:۱۷        |
| روی اول (A) | ۲     | قسم [به] عشق | معین        | شهره نظر         | جمشید شیبانی | کاظم رزازان  | ۹:۲۲        |
| روی اول (A) | ۳     | پیمانه       | مهستی       | هما میرافشار     | جمشید شیبانی | کاظم رزازان  | ۴:۲۷        |
| روی دوم (B) | ۱     | آیینه شکسته  | مهستی       | هدیه [لیلا کسری] | جمشید شیبانی | بهروز پناهی  | ۵:۳۷        |
| روی دوم (B) | ۲     | عاشقم کن     | بهرام فروهر | شهره نظر         | جمشید شیبانی | بیژن مرتضوی  | ۵:۵۵        |
| روی دوم (B) | ۳     | وفای دل      | هایده       | هدیه [لیلا کسری] | جمشید شیبانی | بهروز پناهی  | ۵:۵۵        |

## دیگر مشخصات آلبوم
- استودیوی ضبط: پَوِر هَوس (Power House)
- مهندس ضبط: استیو (Steve)
- عکس های جلد آلبوم: مرتضی فرزانه
- طراحی جلد آلبوم: کوروش انگالی
- تهیه کنندگان: جهانگیر طبریایی، وارطان آوانسیان
- ناشر: شرکت ترانه (Taraneh Enterprises Inc. 1987, USA © ℗)

## دیگر منابع
- توضیحات روی جلد نوار کاست «ساغر هستی»، شرکت ترانه